# Shina
Le shina  (en shina ṣinaá, langue des Shins) est une langue indo-iranienne du sous-groupe des langues dardes, parlée, selon C. Radloff, par, au minimum, 500 000 personnes, dans la région de Gilgit dans les montagnes du nord du Pakistan.
Le shina est également parlé dans le Cachemire indien.

## Écriture
Le shina est écrit avec un alphabet arabe dérivé de l’alphabet ourdou.
| اَ  | آ | ب  | پ  | ت | ٹ | ج | چ | ڇ  | څ | د  | ڈ | ر |
| ڑ  | ز | ڙ  | س  | ش | ݜ | ک | گ | ل  | م | ن  | ݨ | ݩ |
| ݩگ | و | اُو | او | ٶ | ه | ھ | ی | ای | ئ | اے |   |   |

| ◌ُ | ◌ِ | ◌ࣿ | ◌ٗ |

Le shina peut aussi être écrit avec la devanagari.
En Inde, l’orthographe de Masood Samoon est utilisée par le Conseil de l’éducation scolaire du Jammu-et-Cachemire.
| ا | ب | پ | پھ | ت  | تھ | ٹ  | ٹھ | ث | ج |
|   | چ |   | ژ  | ژھ | ح  | خ  | د  | ڈ | ذ |
| ر | ۯ | ڑ | ز  | س  | ش  |    | ص  | ض | ط |
| ظ | ع | غ | ف  | ق  | ک  | کھ | گ  | ل | م |
| ن |   | ں | ن٘گ | و  | ہ  | ء  | ی  | ے | ےٛ |

## Phonologie

### Voyelles
|             | Antérieures | Centrales | Postérieures | Postérieures |
| ----------- | ----------- | --------- | ------------ | ------------ |
| Fermées     | i iː        |           |              | u uː         |
| Mi-fermées  | e eː        |           |              | o oː         |
| Mi-ouvertes | ɛ ɛː        | ə əː      | ʌ ʌː         | ɔ            |
| Ouvertes    |             | a aː      |              |              |

### Consonnes
|              |              | Bilabiales  | Alvéolaires     | Alvéolaires | Alvéolaires | Postalv.      | Dorsales | Dorsales | Glottales |
| ------------ | ------------ | ----------- | --------------- | ----------- | ----------- | ------------- | -------- | -------- | --------- |
| Centrales    | Latérales    | Bilabiales  | Palatales       | Vélaires    | Uvulaire    | Postalv.      |          |          | Glottales |
| Occlusives   | simples      | p [p] b [b] | t [t] d [d]     |             |             |               | g [k]    | q [q]    |           |
| Occlusives   | aspirées     | ph [pʰ]     | th [tʰ]         |             |             |               | kh [kʰ]  |          |           |
| Occlusives   | rétroflexes  |             | ṭ [ʈ] ḍ [ɖ]     |             |             |               |          |          |           |
| Affriquées   | simples      | f [f] v [v] | c [t͡s]          |             |             | č [t͡ʃ] j [d͡ʒ] |          |          |           |
| Affriquées   | aspirées     |             | ch [t͡sʰ]        |             |             | čh [ t͡ʃʰ]     |          |          |           |
| Affriquées   | rétroflexes  |             | ċ [t͡ʂ] ċh [t͡ʂʰ] |             |             |               |          |          |           |
| Fricatives   | sourdes      |             | s [s]           |             |             | š [ʃ]         | x [x]    | χ [χ]    | h [h]     |
| Fricatives   | sonores      |             | z [z]           | l [l]       |             | ž [ʒ]         | ɣ [ɣ]    | ʁ [ʁ]    |           |
| Fricatives   | rétroflexes  |             | ṣ [ʂ] ẓ [ʐ]     |             |             |               |          |          |           |
| Nasales      |              | m [m]       | n [n]           |             |             |               | ŋ [ŋ]    |          |           |
| Nasales      | rétroflexes  |             | ņ [ɳ]           |             |             |               |          |          |           |
| Liquides     | simple       |             | r [r]           |             |             |               |          |          |           |
| Liquides     | Rétroflexes  |             | ṛ [ɽ]           |             |             |               |          |          |           |
| Semi-voyelle | Semi-voyelle | w [w]       |                 |             | y [j]       |               |          |          |           |

## Sources
- شِْنْآ رُمُگِ کِتآب (شنا کی دوسری کتاب)) : پوٚنٛشمُگِ جَمَتئیٚنٛی کارِ (پانچویں جماعت کے لئے), دی جموں اینڈ کشمیر بورڈ آف سکول ایجو کیشن [= Jammu & Kashmir Board of School Education],‎ 2024 (lire en ligne)
- شِْنْآ چیٚمُگِ کِتآب (شنا کی تیسری کتاب) : شَْمُگِ جَمَتئیٚنٛی کارِ (شنا کی تیسری کتاب), دی جموں اینڈ کشمیر بورڈ آف سکول ایجو کیشن [= Jammu & Kashmir Board of School Education],‎ 2024 (lire en ligne)
- (en) Musavir Ahmed, A descriptive grammar of Gurezi Shina, SIL International, 2019 (lire en ligne)
- (de) Almuth Degener et Mohammad Amin Zia, Shina-Texte aus Gilgit (Nord-Pakistan) : Sprichwörter und Materialien zum Volksglauben, Wiesbaden, Harrassowitz, 2008, 333 p. (ISBN 978-3-447-05648-9, lire en ligne)
- (en) Lorna A. Priest, Proposal to add ARABIC MARK SIDEWAYS NOON GHUNNA (no L2/11-033R), 10 février 2011 (lire en ligne)
- (en) Carla F. Radloff, Aspects of the sound system of Gilgiti Shina, Islamabad, National Institute of Pakistan Studies, Quaid-i-Azam University and Summer Institute of Linguistics, coll. « Studies in Languages of Northern Pakistan » (no 4), 1999, 128 p. (ISBN 969-8023-06-2)
- (en) B.B. Rajapurohit, Shina Phonetic Reader, Mysore, Central Institute of Indian Languages, 1983
- (en) B. B. Rajapurohit, Grammar of Shina language and vocabulary (based on the dialect spoken around Dras), Mysore, Central Institute of Indian Languages, 2012 (lire en ligne)
- (en) Ishtayaq Rasool, « The Battle to Save a Dying Language », The Wire,‎ 28 mars 2025 (lire en ligne)
- [Samoon 2018] (ur) مسعود ساموں, شِْنْآ گریمر, تکبیر پبلکیشنز,‎ 2018 (lire en ligne)
- (en) Ruth Laila Schmidt et Razwal Kohistani, A Grammar of the Shina Language of Indus Kohistan, Wiesbaden, Harrassowitz Verlag, coll. « Beiträge zur Kenntnis südasiatischer Sprachen and Literaturen » (no 17), 2008, 264 p. (ISBN 978-3-447-05676-2, lire en ligne)
- (ur) « شینا زبان اور اُس کا رسم الخط », We Mountains,‎ 2 janvier 2019